# 6052 Junichi
6052 Junichi è un asteroide della fascia principale. Scoperto nel 1992, presenta un'orbita caratterizzata da un semiasse maggiore pari a 3,2464828 UA e da un'eccentricità di 0,0439333, inclinata di 21,76107° rispetto all'eclittica.